# Chartainvilliers
Chartainvilliers is een gemeente in het Franse departement Eure-et-Loir (regio Centre-Val de Loire) en telt 630 inwoners (1999). De plaats maakt deel uit van het arrondissement Chartres.

## Geografie
De oppervlakte van Chartainvilliers bedraagt 9,0 km², de bevolkingsdichtheid is 70,0 inwoners per km².
De onderstaande kaart toont de ligging van Chartainvilliers met de belangrijkste infrastructuur en aangrenzende gemeenten.

## Demografie
Onderstaande figuur toont het verloop van het inwonertal (bron: INSEE-tellingen).